# حزب الائتلاف الوطني الفنلندي

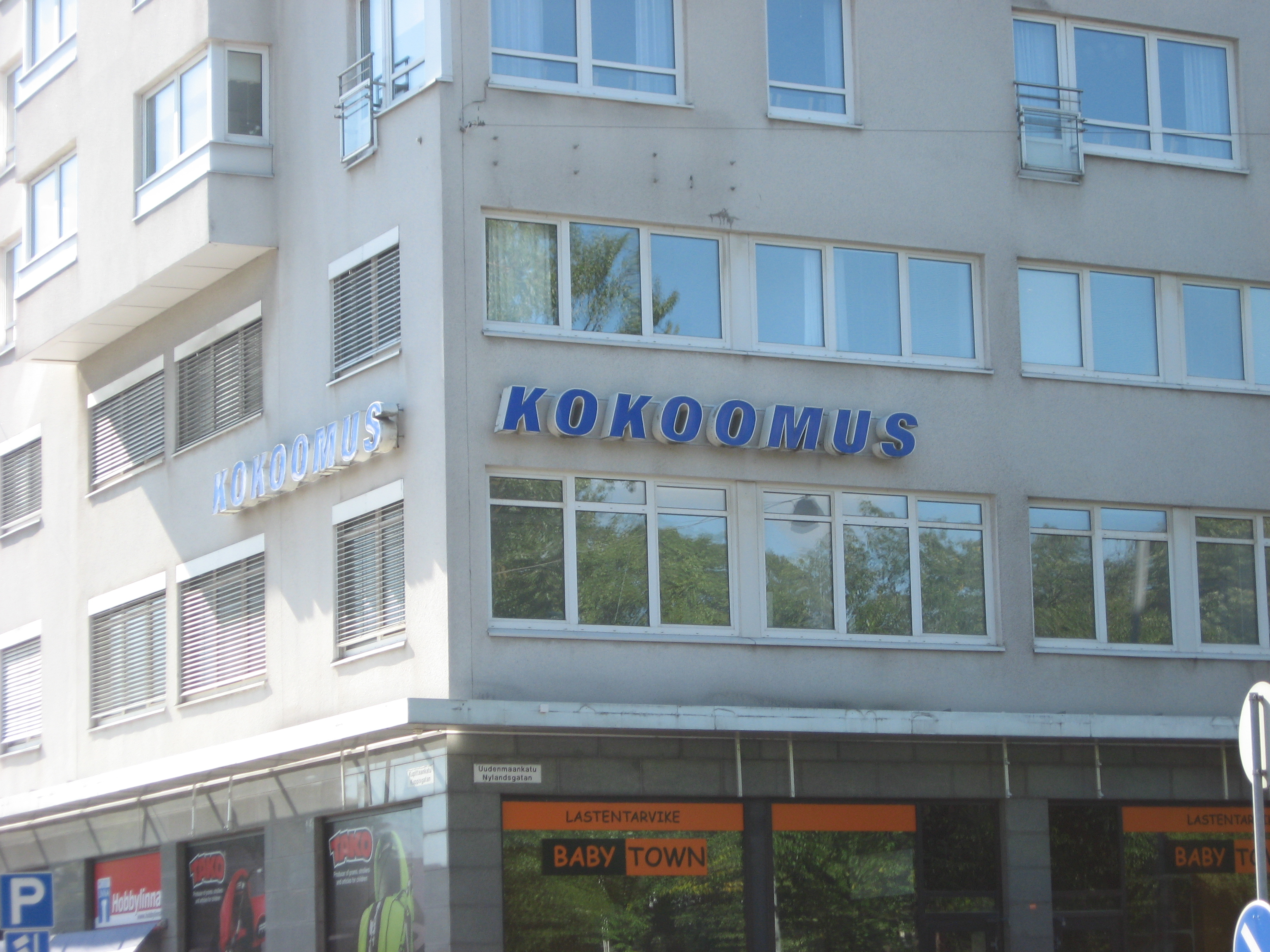

حزب الائتلاف الوطني الفنلندي هو حزب سياسي ليبرالي محافظ في فنلندا أسس عام 1918. وهو أحد أقوى ثلاثة أحزاب في فنلندا بجانب حزب الوسط والحزب الاشتراكي الديمقراطي. برنامج الحزب يهدف إلى تحقيق حرية الفرد والمساواة والنظام الاقتصادي والديمقراطي الغربي ومبادئ حقوق الإنسان.